# Coleman Hawkins with the Red Garland Trio
Coleman Hawkins with the Red Garland Trio è un album di Red Garland e Coleman Hawkins, pubblicato dalla Prestige Swingville Records nel 1959. Il disco fu registrato il 12 agosto 1959 al Rudy Van Gelder Studio di Englewood Cliffs, New Jersey (Stati Uniti). ed è l'unica registrazione esistente di Coleman con il trio di Red Garland (fonte da William Claxton).

## Tracce
Lato A
1. It's a Blue World – 7:59 (Robert Wright, George Forest)
2. I Want to Be Loved – 5:54 (Savannah Churchill)
3. Red Beans – 4:14 (Red Garland)

Lato B
1. Bean's Blues – 11:54 (Coleman Hawkins)
2. Blues for Ron – 6:14 (Doug Watkins)

## Musicisti
- Red Garland - pianoforte
- Coleman Hawkins - sassofono tenore
- Doug Watkins - contrabbasso
- Charles "Specks" Wright - batteria